# Albert, Somme
Albert är en kommun i departementet Somme i regionen Hauts-de-France i norra Frankrike. Kommunen ligger i kantonen Albert som tillhör arrondissementet Péronne. År 2022 hade Albert 9 658 invånare.

## Befolkningsutveckling
Antalet invånare i kommunen Albert
| Referens: INSEE |